# Choque séptico
Choque séptico é o termo médico usado para designar a falência circulatória aguda de causa infecciosa. Caracterizada de hipotensão arterial grave e refratária a volume, provocada por germes como bactérias, fungos e vírus, levando a septicemia e comprometimento do sistema circulatório através da dilatação venocapilar, segundo com várias outras disfunções orgânicas como insuficiência renal, hepática e respiratória etc. Suas causas mais comuns são contaminação de cateteres, sondas vesicais e pneumonias. Existe importante relação entre sepse e infecção hospitalar, germe multirresistente e quadros de deficiência imune. É associado a alta mortalidade sendo um dos diagnósticos mais comuns encontrado dentro das UTI's brasileiras.

## Tratamento
O tratamento básico se dá com antibióticos. Porém, sempre que há o choque séptico é necessário o uso de aminas vasoativas para estabilizar a pressão arterial e mantê-la em um valor mínimo aceitável para não causar danos a outros orgãos a fim de evitar demais disfunções orgânicas. Sempre o paciente requer suporte avançado em uma UTI devido a necessidade do uso de Drogas vasoativas e não raramente suporte ventilatório mecânico invasivo.